# Leo Jud

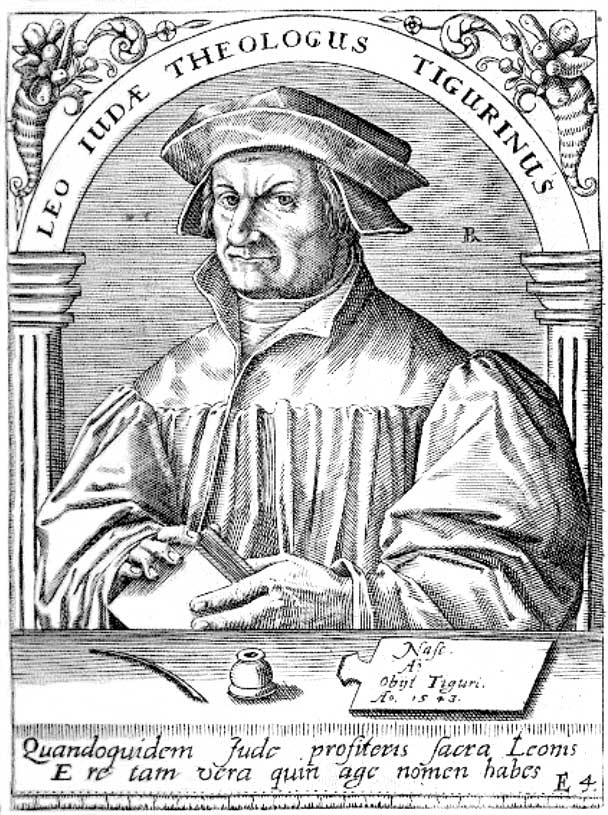
Leo Jud en un grabado

Leo Jud, denominado también Leo Juda, Leo Judä, Leo Judas, Leonis Judae, Ionnes Iuda, Leo Keller  (Guémar, Alsacia, 1482 - Zúrich, 19 de junio de 1542) fue un suizo nacido en Alsacia, reformador protestante en Suiza y traductor de la Biblia a su lengua materna alemana (la llamada Biblia de Zúrich), al parecer antes incluso que Martín Lutero, asociado a los también reformadores de Zúrich Ulrico Zuinglio y Enrique Bullinger.

## Biografía
Era hijo de un sacerdote, como Erasmo de Róterdam y Heinrich Bullinger. Estudió en la escuela latina en Schlettstadt (Alsacia) con Martin Bucer y destacó por su habilidad para la música, el canto y la poesía. Después fue condiscípulo de Huldrych o Ulrico Zuinglio (1484-1531) en su época de estudiante en Basilea, en donde se había matriculado (1499) con el nombre de Leo Keller von Basel con intención de ser médico, de forma que terminaron por ser amigos; de hecho, sustituyó a Zuinglio como sacerdote en Einsiedeln, cantón de Schwyz (1515) y lo ayudó en Zúrich desde 1523; puede decirse incluso que su relación fue semejante a la que tuvieron Lutero y Melanchton. Ya entonces evitaba ser conocido por su apellido Jud o Judae, que evocaba orígenes hebraicos. Bajo la influencia del reformista Thomas Wyttenbach abandonó sus estudios de medicina por los de teología. Fue ordenado en Roma en 1507, y desde 1507-1512 fue diácono en San Teodoro de Basilea, y luego de 1512 a 1518 sirvió como predicador en Saint-Hippolyte / San Hipólito (Alsacia) y sustituyó, como ya se ha escrito, a Zuinglio como sacerdote en Einsiedeln, cantón de Schwyz, (1519). Por entonces tradujo al alemán la Institutio principis christiani / Instrucción de un príncipe cristiano (1521) de Erasmo de Róterdam.

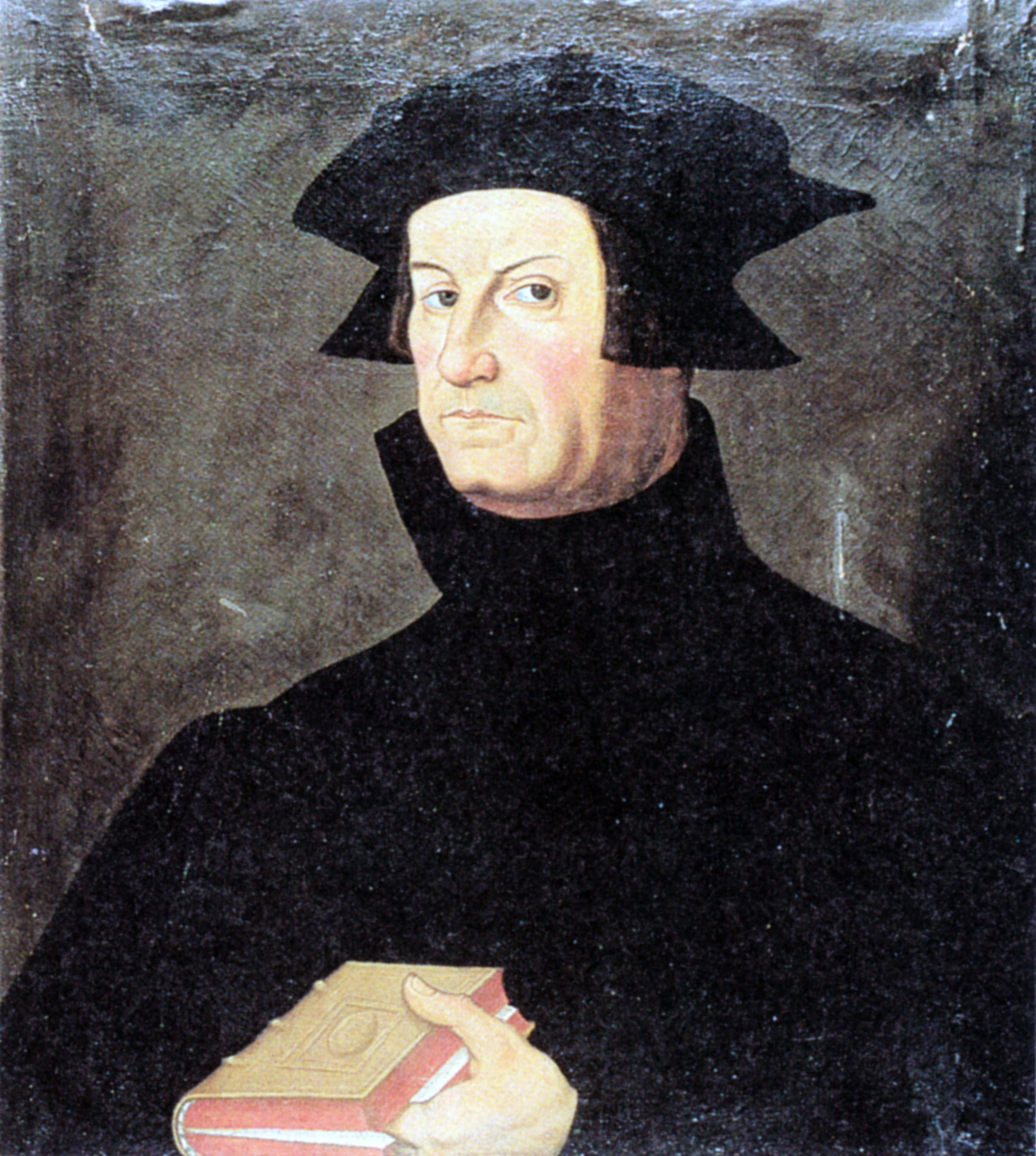
Leo Jud, retrato de artista desconocido del año 1634

Tomó partido por los reformados al acaecer el caso de las salchichas (1522), que desencadenó la Reforma protestante en Zúrich (los reformados se negaban a considerar obligatorio el ayuno de carne cuaresmal de la Iglesia católica). En 1523 fue nombrado párroco de San Pedro en Zúrich. Allí editó paráfrasis de Erasmo, textos de Martín Lutero y Zuinglio y varios catecismos que había elaborado. Con ya desarrolladas convicciones reformistas paralelas a las de su amigo Zuinglio convergió también con el reformista Heinrich o Enrique Bullinger (1504-1575) en Zúrich, participando en la confección del Reglamento de la Iglesia de Zúrich (1532), para asentarla en una época de vacilaciones teológicas, y en el primer concilio de la Iglesia Reformada Suiza convocado por los magistrados de Basilea, que elaboró el borrador de la primera "Confessio Helvetica prior / Confesión Helvética Primera (credo reformado, 1536).
En su primer año como pastor en Zúrich se casó con una antigua monja. Después del desastre de la Segunda Guerra de Kappel en octubre de 1531, que resultó en la muerte de Zuinglio a manos de las fuerzas católicas, resistió con valentía en Zúrich a pesar de que conocía que había complots para asesinarlo, no solo por católicos, sino por otros protestantes. Deprimido por la muerte de Zuinglio en 1531, rechazó la oferta de sucederle, y se justificó por ser incapaz de sostener un trabajo administrativo, así que se limitó a predicar y enseñar hasta su enfermedad y muerte en 1542. Zuinglio fue, pues, reemplazado por Bullinger.

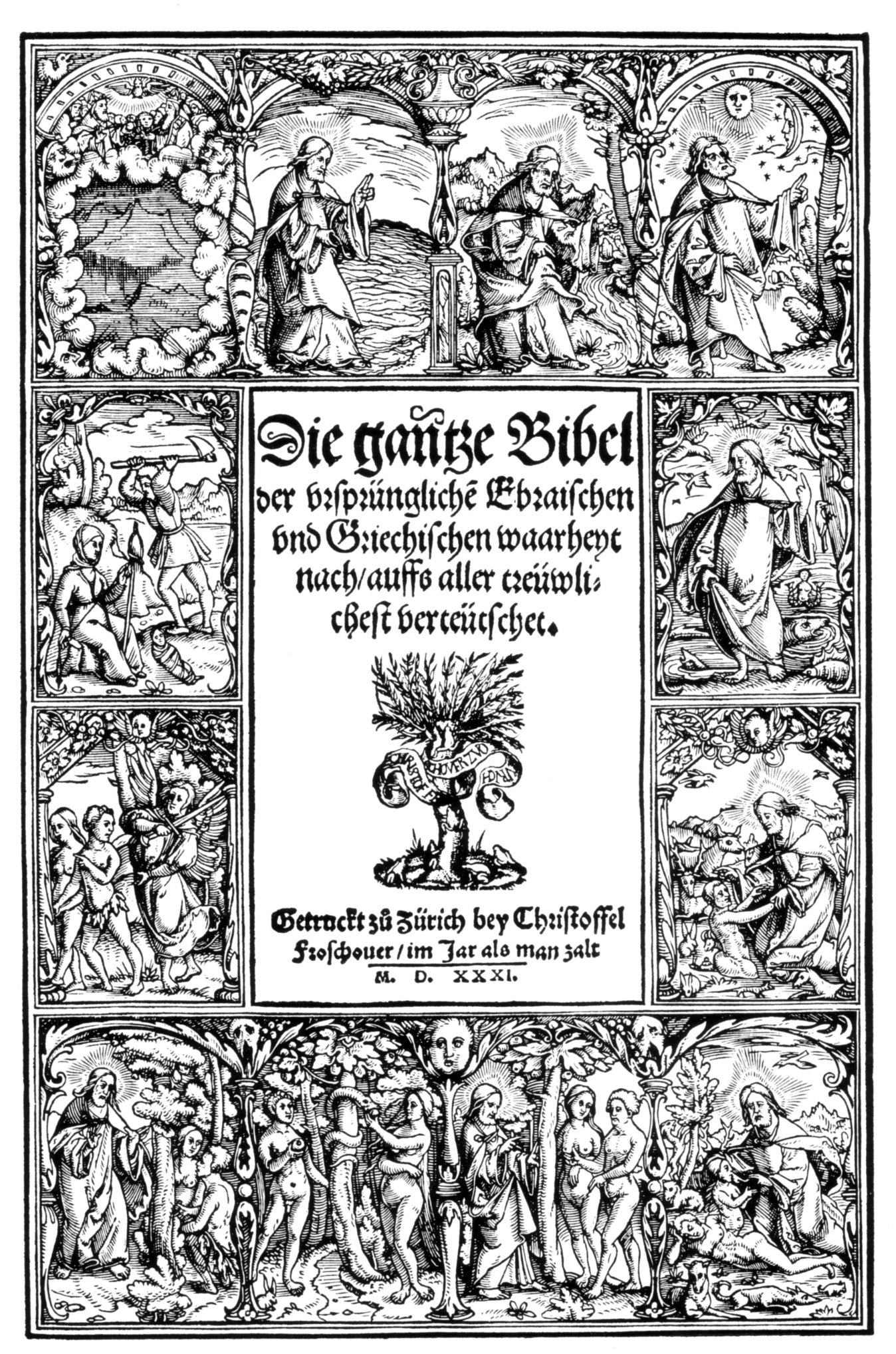
Portada de la Biblia de Zúrich (1531) en parte traducida por Leo Jud a la lengua alemana. En un tiempo fue la Biblia más leída e influyente en alemán

Escribió un catecismo en latín y dos en alemán y tradujo la Imitación de Cristo de Kempis, Del espíritu y la letra de Agustín de Hipona y otros libros piadosos al alemán, además de algunos libros de la Biblia. Por ejemplo, tradujo al latín del Antiguo Testamento, obra monumental que se le  reputó como su mejor obra y para la que contó con la ayuda del judío converso Michael Adam. No pudo, sin embargo, vivir lo suficiente como para ver su obra concluida y publicada, y sabedor de esa posibilidad encomendó Theodor Bibliander y Konrad Kürchner o Pellikan acabarla y llevarla a la imprenta, lo que en efecto hicieron en 1543 en una cuidada edición in folio con prólogo del último, la llamada Biblia Sacrosancta, que mereció varias reimpresiones. También colaboró en la traducción de la Biblia al dialecto alemán de Suiza, junto con Pellikan, Bibliander y otros teólogos de Zúrich (Zúrich, 1530), y se publicó cuatro años antes de que Lutero terminara la suya. 
Hombre piadoso y limosnero a pesar de sus escasos ingresos y amplia familia, su fallecimiento fue lamentado por todo el pueblo zuriqués y por los propios Calvino y Bullinger. Sin embargo, al contrario que ellos, pensaba que el Estado no debía inmiscuirse en asuntos internos que conciernen a la Iglesia ni imponer criterios en asuntos de fe.